# 86
El año 86 (LXXXVI) fue un año común comenzado en domingo del calendario juliano, en vigor en aquella fecha.
En el Imperio romano, era conocido como el Año del consulado de  Augusto y Petroniano (o menos frecuentemente, año 839 Ab urbe condita). La denominación 86 para este año ha sido usado desde principios del período medieval, cuando el Anno Domini se convirtió en el método prevalente en Europa para nombrar a los años.

## Acontecimientos
- El emperador Domiciano introduce los Juegos Capitolinos.
- Domiciano (por duodécima vez) y Servio Cornelio Dolabela Petroniano ejercen el consulado en Roma.
- El general romano Trajano, futuro emperador, comienza una campaña para aplastar un alzamiento en Germania.
- Germania es dividida en dos provincias, Superior e Inferior.
- Las legiones romanas se enfrentan al desastre en Dacia en la primera batalla de Tapae, cuando Cornelio Fusco, prefecto pretoriano, lanza una poderosa ofensiva que se convierte en un fracaso. Rodeados en el valle de Timi, muere junto con todo su ejército. Roma debe pagar tributo a los dacios a cambio de un vago reconocimiento de la importancia de Roma.

## Nacimientos
- 19 de septiembre: Antonino Pío, emperador romano (138–161).